# Eustomias jimcraddocki
Eustomias jimcraddocki  – gatunek głębinowej ryby z rodziny wężorowatych (Stomiidae). Został opisany w 2004 roku.